# Brachionopus annulatus
Brachionopus annulatus é uma espécie de aranha pertencente à família Theraphosidae.